# Skeleton na Zimowych Igrzyskach Olimpijskich 2006 – ślizg kobiet
Ślizg kobiet podczas igrzysk olimpijskich w Turynie został rozegrany 16 lutego na torze Cesana Pariol. Rozegrane zostały dwa zjazdy. Mistrzynią olimpijską została Maya Pedersen ze Szwajcarii, wyprzedzając Brytyjkę Shelley Rudman oraz Mellisę Hollingsworth-Richards z Kanady.

## Wyniki
| Miejsce | Zawodnik                       | Państwo           | 1. Zjazd | 2. Zjazd | Łączny czas | Strata |
| ------- | ------------------------------ | ----------------- | -------- | -------- | ----------- | ------ |
| 01 !    | Maya Pedersen                  | Szwajcaria        | 0:59,64  | 1:00,19  | 1:59,83     | —      |
| 02 !    | Shelley Rudman                 | Wielka Brytania   | 1:00,57  | 1:00,49  | 2:01,06     | +1,23  |
| 03 !    | Mellisa Hollingsworth-Richards | Kanada            | 1:00,39  | 1:01,02  | 2:01,41     | +1,58  |
| 4       | Diana Sartor                   | Niemcy            | 1:00,29  | 1:01,40  | 2:01,69     | +1,86  |
| 5       | Costanza Zanoletti             | Włochy            | 1:00,99  | 1:01,18  | 2:02,17     | +2,34  |
| 6       | Katie Uhlaender                | Stany Zjednoczone | 1:00,87  | 1:01,43  | 2:02,30     | +2,47  |
| 7       | Tanja Morel                    | Szwajcaria        | 1:00,85  | 1:01,65  | 2:02,50     | +2,67  |
| 8       | Anja Huber                     | Niemcy            | 1:01,12  | 1:01,44  | 2:02,56     | +2,73  |
| 9       | Desirée Bjerke                 | Norwegia          | 1:00,92  | 1:01.70  | 2:02.62     | +2,79  |
| 10      | Lindsay Alcock                 | Kanada            | 1:01,26  | 1:01,59  | 2:02,85     | +3,02  |
| 11      | Swietłana Trunowa              | Rosja             | 1:01,23  | 1:01,83  | 2:03,06     | +3,23  |
| 12      | Louise Corcoran                | Nowa Zelandia     | 1:01,06  | 1:02,03  | 2:03,09     | +3,26  |
| 13      | Michelle Steele                | Australia         | 1:01,26  | 1:02,21  | 2:03,47     | +3,64  |
| 14      | Eiko Nakayama                  | Japonia           | 1:01,82  | 1:02,10  | 2:03,92     | +4,09  |
| 15      | Monika Wołowiec                | Polska            | 1:02,31  | 1:02,99  | 2:05,30     | +5,47  |